# Strada del Karakorum
La strada del Karakorum (Karakorum Highway in inglese da cui la sigla KKH con cui è individuata) è la strada asfaltata internazionale più alta del mondo.
Collega la Cina al Pakistan attraversando la catena montuosa del Karakorum, superando il passo Khunjerab a un'altitudine di 4.693 metri che ne fa una delle più alte vie asfaltate del mondo che attraversi un confine internazionale. La seconda strada internazionale per altezza del valico è la strada del Pamir, che arriva ai 4655 m del passo Ak-Bajtal (non asfaltato).
La strada è costruita sui percorsi dell'antica via della seta che collega il Pakistan con la Cina, tramite Gilgit-Baltistan (l'antica regione di Balor), è lunga circa 1.200 km da Kashgar nella regione cinese dello Xinjiang, a Havelian nel distretto di Abbottabad del Pakistan. Il proseguimento della strada incontra la Grand Trunk Road a Hasan Abdal, a ovest di Islamabad.

## Storia
La KKH è stata costruita dai governi di Pakistan e Cina ed è stata completata nel 1978, dopo circa 20 anni di lavori. 810 lavoratori pakistani e circa 200 cinesi hanno perso la vita durante i lavori, soprattutto in frane e cadute. Le salme di 140 operai cinesi caduti durante la costruzione della strada sono stati sepolti nel cimitero cinese presso la città di Gilgit. Il percorso della KKH segue uno dei molti tracciati della Via della seta.
Dal lato pakistano la strada è stata costruita dalla FWO (Frontier Works Organization), impiegando un corpo militare di genieri. La divisione ingegneristica dell'esercito pakistano sta lavorando a un progetto per documentare la storia della Karakorum Highway. Il brigadiere in pensione Muhammad Mumtaz Khalid, un vecchio veterano che lavorò alla costruzione della strada, sta scrivendo la storia della Strada del Karakorum.
A causa dello stato estremamente critico del conflitto del Kashmir tra India e Pakistan, la strada ha una grande importanza strategica e militare.

## Turismo

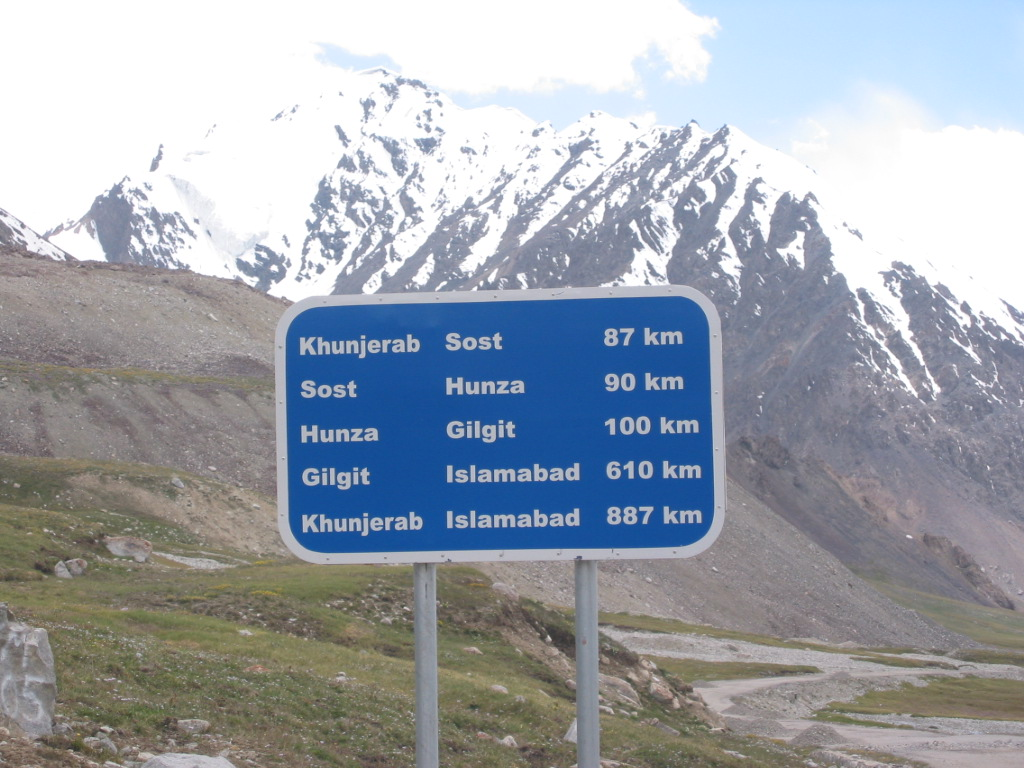
Il punto più alto della strada: il passo Khunjerab

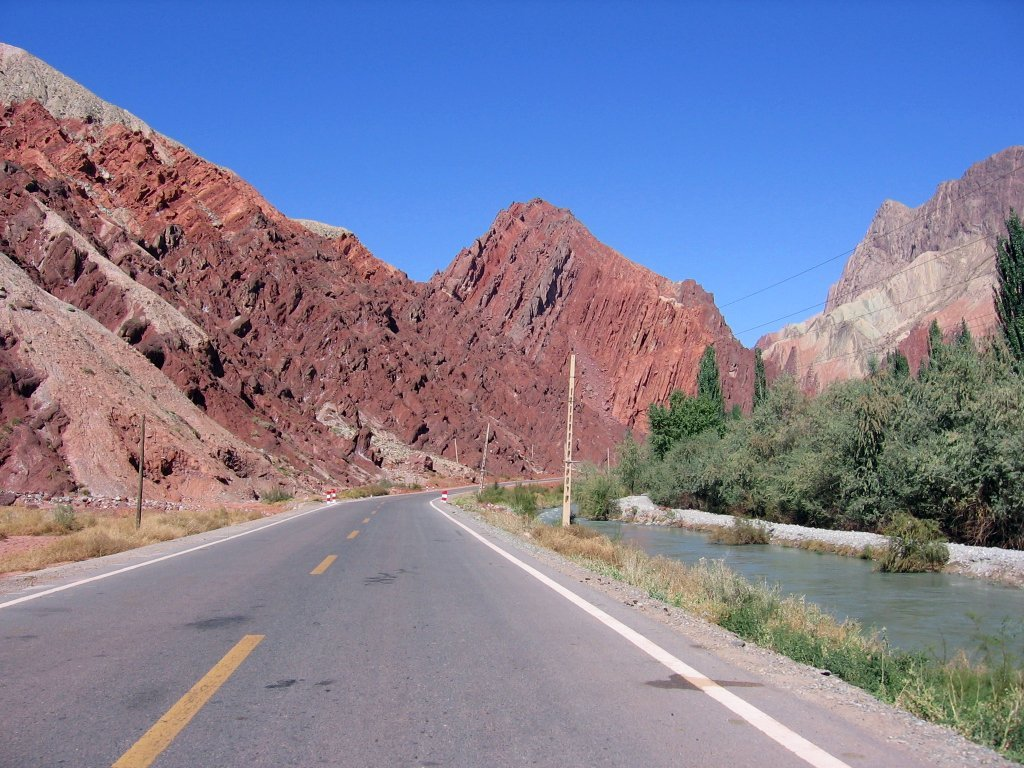
La strada del Karakorum nello Xinjiang, in Cina

Negli ultimi anni, questa strada è diventata una destinazione turistica di nicchia per viaggi avventurosi. Il numero di turisti internazionali del Pakistan è triplicato dal 2013, raggiungendo 1,75 milioni di visitatori nel 2016.
La strada ha dato agli alpinisti e appassionati di montagna un facile accesso a molte cime, ghiacciai e laghi d'alta quota della zona. La Strada del Karakorum consente un facile accesso via terra a Gilgit e Skardu da Islamabad. Questi sono i due principali centri per le spedizioni montuose nel nord del Pakistan.
Gli attentati dell'11 settembre 2001 hanno avuto l'effetto collaterale di ridurre il turismo nell'area, poiché da allora il Pakistan è stato sconsigliato come meta turistica. I turisti di lingua non inglese, inclusi molti europei, stanno ricominciando a frequentare queste zone mentre britannici e statunitensi sono ancora rari a causa della permanente, anche se isolata, cattiva fama.

### Montagne e ghiacciai
La KKH consente alle spedizioni l'accesso alla maggior parte dei picchi nel nord del Pakistan e a numerose montagne nello Xinjiang. Questa regione include alcuni tra i più grandi ghiacciai del mondo, come il ghiacciaio Baltoro. Cinque degli 8000 (montagne che superano gli 8.000 metri di altezza) che si trovano in Pakistan sono accessibili tramite la KKH, in un modo o nell'altro. Questi monti includono:
- K2, al confine tra Cina e Pakistan, la seconda vetta del mondo con 8.611 m.
- Nanga Parbat, Pakistan, 9° per altezza con 8.125 metri
- Gasherbrum I, al confine tra Cina e Pakistan, 11º al mondo con 8.080 m.
- Broad Peak, al confine tra Cina e Pakistan, 12º al mondo con 8.047 m.
- Gasherbrum II-IV, Pakistan, 13º e 17º al mondo con 8.035 e 7.932 m.
- Masherbrum (K1), Pakistan, 22º al mondo, 7.821 m.
- Muztagh Ata, Cina, 7.546 m.
- Kungur Tagh, Cina, 7.719 m.

### Laghi

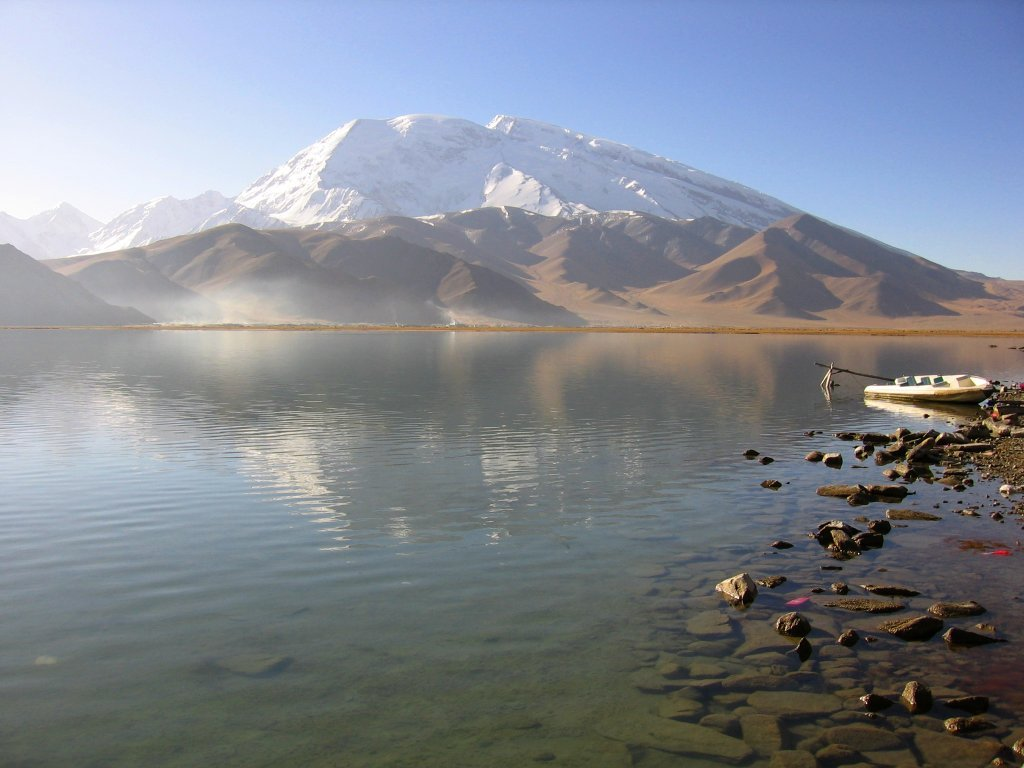
Lago Karakul

Diversi laghi sono raggiungibili dalla strada.
- Karakul nello Xinjiang (Cina)
- Sheosar Lake nello Deosai Plains (Pakistan)
- Satpara Lake nello Skardu (Pakistan)
- Shangrila Lake nello Skardu (Pakistan)
- Rama Lake presso Astore (Pakistan)

### Pianure del Deosai
Pianure del Deosai, il secondo altopiano per altezza al mondo, a 4.115 m si trova nel sud dello Skardu e nell'est della Valle dell'Astore. La pianura copre un'area di 3.000 chilometri quadrati. L'area è stata dichiarata Parco nazionale del Deosai nel 1993.

### Graffiti rupestri

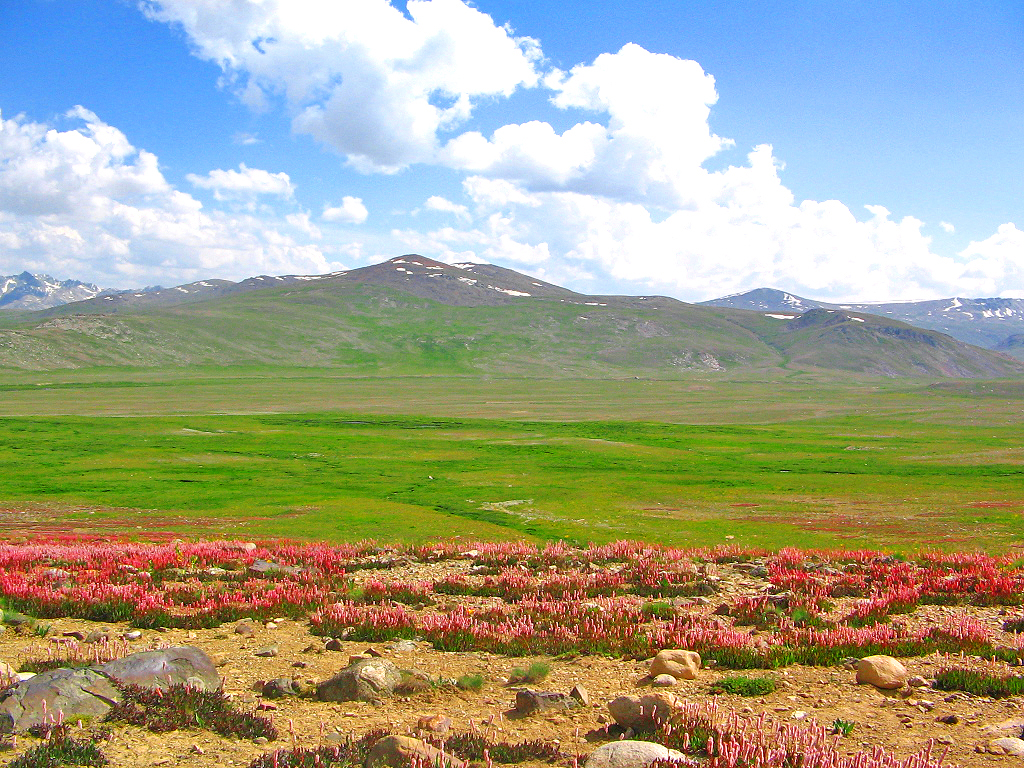
Altopiano di Deosai

Ci sono più di 20.000 esemplari di incisioni rupestri e rocce artistiche lungo la KKH nel nord del Pakistan, che sono concentrati in dieci principali siti tra fiume Hunza e Shatial. Le incisioni sono state lasciate da vari invasori, commercianti e pellegrini che hanno attraversato questa rotta, così come da locali. I più antichi risalgono al periodo tra il 5.000 e il 1000 a.C., e mostrano animali, uomini stilizzati e scene di caccia in cui gli animali sono molto più grossi degli uomini. Queste incisioni sono state scolpite nella roccia con strumenti in pietra e sono coperti da una fitta patina che ne prova l'età. L'archeologo Karl Jettmar ha ricostruito la storia dell'area da varie incisioni e ha esposto le sue scoperte in Rockcarvings and Inscriptions in the Northern Areas of Pakistan e nel successivo Between Gandhara and the Silk Roads - Rock carvings Along the Karakoram Highway.

## Trasporto pubblico tra Gilgit e Kashghar
Nel marzo 2006, i rispettivi governi hanno annunciato che dal 1º giugno 2006 un servizio di autobus quotidiani avrebbe attraversato il confine tra Gilgit in Pakistan e Kashghar in Cina, e che lavori di ampliamento sarebbero cominciati su 600 km della strada.

## Condizioni meteo
È preferibile percorrere la KKH in primavera o all'inizio dell'autunno. Forti nevicate durante il rigido inverno possono far chiudere la strada per lunghi periodi. Tra luglio e agosto le piogge monsoniche possono causare frane di fango che bloccano la strada per ore. L'attraversamento del confine tra Cina e Pakistan al passo Khunjerab è aperto solo tra il 1º maggio e il 15 ottobre.

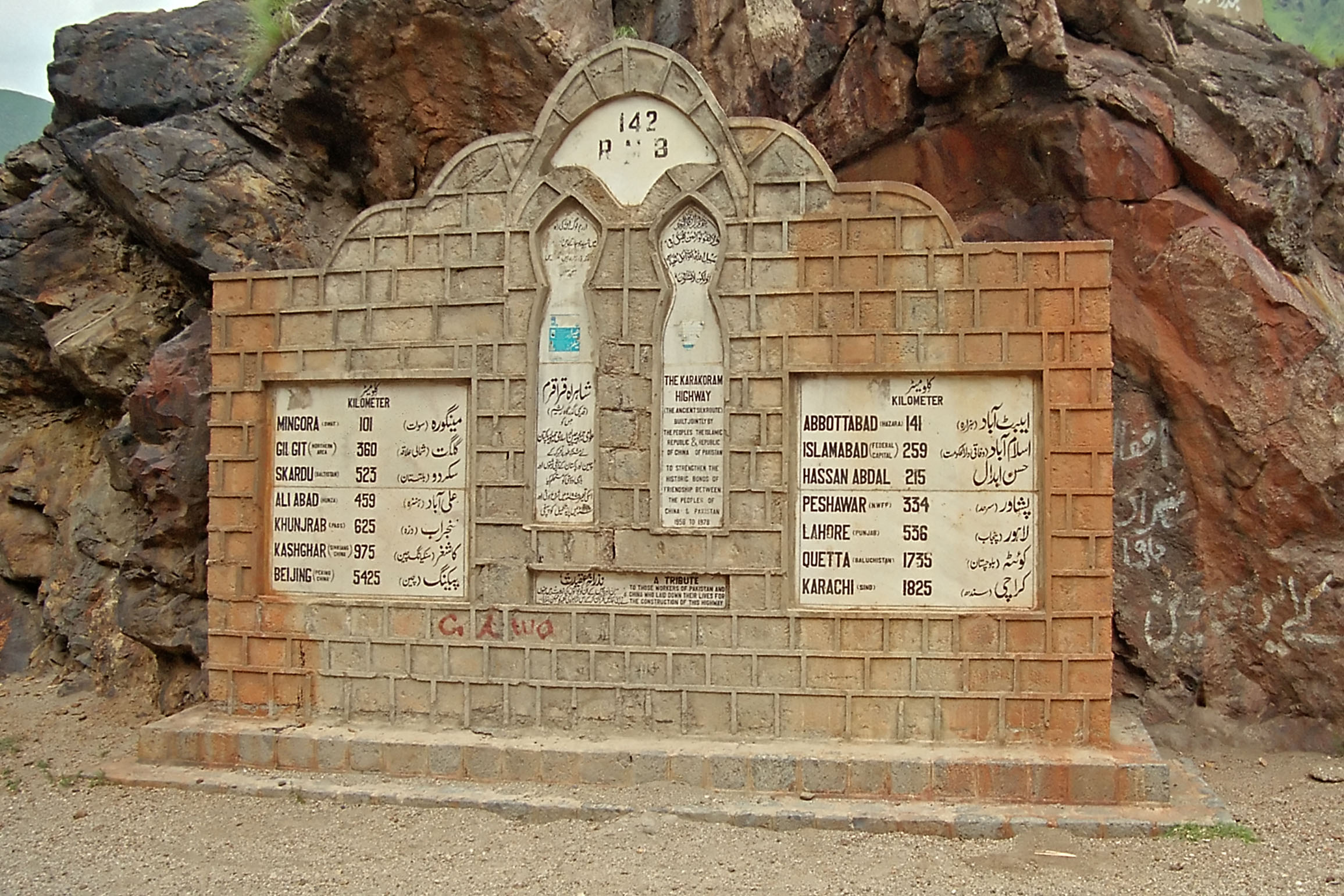
Una pietra miliare sulla Strada del Karakorum in Pakistan